# Ehemaliger Jagdhof (Darmstadt)
Der ehemalige Jagdhof (auch: Gelbes Haus) ist ein Bauwerk in Darmstadt.

## Architektur und Geschichte
Das ehemalige Jagdhaus lag innerhalb der Alten Vorstadt am Jägertor. Schon im Jahre 1556 wurde ein Jagdhof an dieser Stelle erwähnt. Das um das Jahr 1600 erbaute Bauwerk wurde mehrmals umgebaut. Das Gebäude wurde später als Lazarett genutzt.
Bei einem Luftangriff im Jahre 1944 wurde das Bauwerk schwer beschädigt. In der Nachkriegszeit wurde es originalgetreu wiederaufgebaut.
Die Straßenfront wird durch acht Fensterachsen gleichmäßig unterteilt. Das Erdgeschoss wird durch etwas höhere Fenster betont. Auffällig ist die gelbe Putzfassade. Den oberen Abschluss des zweigeschossigen, traufständigen Hauses bildet ein einfaches Walmdach.

## Denkmalschutz
Aus architektonischen und stadtgeschichtlichen Gründen ist der ehemalige Jagdhof ein Kulturdenkmal.

## Der Jagdhof heute
Bis zum Jahr 2014 beherbergte der ehemalige Jagdhof Institute der Technischen Universität Darmstadt.
Seit dem Jahr 2014 gehört das Bauwerk der EKHN. 
Nach erfolgter Sanierung wird das Gebäude von der ESG genutzt.